# Mercedes McCambridge
Carlotta Mercedes McCambridge (født 16. marts 1916 i Joliet, Illinois, USA, død 2. marts 2004 i La Jolla, Californien) var en amerikansk skuespiller.
For sin rolle som "Sadie Burke" i filmen Alle kongens mænd, (All the King's Men) vandt hun i 1949 en Oscar for bedste kvindelige birolle. Hun leverede siden sporadiske, men intense rollepræstationer i amerikansk film, bl.a. i Johnny Guitar (1954), Touch of Evil (Politiets blinde øje, 1958) og Suddenly, Last Summer (Pludselig sidste sommer, 1959). Hun har også lagt stemme til dæmonen i The Exorcist (1973).
Hun har fået to stjerner på Hollywood Walk of Fame, en for film og en for tv.